# 폭풍333호 작전
폭풍333호 작전(러시아어: Штурм дворца Амина, 영어: Operation Shtorm-333)은 1979년 12월 27일 소련군이 아프가니스탄 민주공화국의 대통령 관저인 타즈베그 궁을 기습해 아프가니스탄의 대통령 하피줄라 아민을 사살한 군사작전이다. 당시 대통령궁 수비군이 얼마나 죽었는지는 불명이나 150명이 소련군에게 포로로 잡혔다. 교전 중에 아민 대통령은 사살되었고 그의 11살짜리 아들도 파편에 맞아 숨졌다. 소련은 바브라크 카르말을 아민의 후임 대통령으로 세웠다. 이 작전으로 소련의 아프가니스탄 침공이 시작되었다.
KGB 알파 부대 24명과 KGB 제니트(빔펠) 부대 30명이 투입되었다.
대통령궁 이외에도 내무부 청사, KHAD 청사, 작전참모부 청사(다룰아만 궁) 등의 정부기관들이 소련군에게 공략당했다. 알파 부대 재향군인들은 이 작전을 부대 역사상 가장 성공적인 작전이었다고 자평하고 있다.